# Brits langhaar
De Britse langhaar (ook wel Britannica of Lowlander genaamd) is een halflangharig kattenras. Afgezien van de vachtlengte zijn ze verder identiek aan de Britse korthaar.
De Britse langhaar is een compact gebouwde, robuuste kat met een ronde kop, brede borst en een in verhouding vrij kort, massief lichaam. Doordat bij de Britse korthaar vaak perzen ingekruist werden om het bolle type te creëren, dragen veel Britse kortharen het langhaargen. Hierdoor worden er regelmatig langharige kittens geboren. Steeds vaker zijn er fokkers die verder fokken met deze "pluisjes", waardoor de Britse langhaar is ontstaan. De variëteit wordt niet internationaal erkend door de overkoepelende organisaties zoals de FIFe in Europa of CFA in de Verenigde Staten. Wel is er in Nederland een erkenning door een aantal onafhankelijke kattenverenigingen sinds 2012.